# Rechtsanwaltskammer für Kärnten
Die Rechtsanwaltskammer Kärnten ist die Standesvertretung der in Kärnten niedergelassenen Rechtsanwälte und Rechtsanwaltsanwärter. Ihren Sitz hat die Rechtsanwaltskammer in der Stadt Klagenfurt, wo sich mit dem Landesgericht Klagenfurt auch das höchste Organ der Rechtsprechung Kärntens befindet. Präsident der Rechtsanwaltskammer Kärnten ist derzeit Bernhard Fink.

## Organisation
Die Standesvertretung ist Mitglied des Österreichischen Rechtsanwaltskammertags, eines Zusammenschlusses der Rechtsanwaltskammern aller österreichischen Bundesländer. Organisatorisch ist die Rechtsanwaltskammer eine Körperschaft des öffentlichen Rechts, die mit dem Recht auf autonome Selbstverwaltung sowie begrenzten hoheitlichen Befugnissen ausgestattet ist.
Die Aufgabengebiete der Rechtsanwaltskammer Kärnten reichen von der Vertretung der Rechtsanwälte über die Begutachtung von Gesetzen und das Erstellen von Gutachten bis zur Überwachung der Einhaltung der Berufspflichten im Wege des Disziplinarrechts. Ebenso werden von den Prüfungskommissären der Rechtsanwaltskammer die Prüfungen der Rechtsanwaltsanwärter und der Richteramtsanwärter durchgeführt.
Oberstes Entscheidungsgremium der Rechtsanwaltskammer ist der Ausschuss, der durch die Vollversammlung der Kärntnerischen Rechtsanwälte gewählt wird und dem ein Präsident sowie zwei Vizepräsidenten vorstehen. Diesem beigegeben sind der Disziplinarrat und die Prüfungskommissäre, die ebenfalls durch die Vollversammlung bestellt werden.

## Mitgliedschaft
Die Mitgliedschaft in der Rechtsanwaltskammer Kärnten besteht für die eingetragenen Rechtsanwälte (RA) und die Rechtsanwaltsanwärter (RAA). Die Stimmrechte in der Mitgliederversammlung sind zwischen Rechtsanwälten und Rechtsanwaltsanwärtern ungleich verteilt (etwa 1:2 – RA:RAA).  Mit der Mitgliedschaft verbunden ist die Verpflichtung zur Bezahlung der Kammerumlage. Zum 31. Dezember 2024 waren in Kärnten 269 Rechtsanwälte und 55 Rechtsanwaltsanwärter eingetragen.